# Sphaerotrichopus cornutus
Sphaerotrichopus cornutus är en mångfotingart som beskrevs av Karl Wilhelm Verhoeff 1936. Sphaerotrichopus cornutus ingår i släktet Sphaerotrichopus och familjen Dalodesmidae. Inga underarter finns listade i Catalogue of Life.